# Formicomimus mirabilis
Formicomimus mirabilis är en skalbaggsart som beskrevs av Aurivillius 1897. Formicomimus mirabilis ingår i släktet Formicomimus och familjen långhorningar. Inga underarter finns listade i Catalogue of Life.